# Rosicchio prende un Oscar
Rosicchio prende un Oscar (What's Cookin' Doc?) è un film del 1944 diretto da Robert Clampett. È un cortometraggio d'animazione della serie Merrie Melodies, prodotto dalla Leon Schlesinger Productions e uscito negli Stati Uniti l'8 gennaio 1944, distribuito dalla Warner Bros. In Italia, a partire dalla fine degli anni novanta, è più noto col titolo Cosa bolle in pentola doc?.
Il corto, con protagonista Bugs Bunny, verte sull'insuccesso della Warner nel vincere l'Oscar al miglior cortometraggio d'animazione; nel film viene peraltro mostrata una clip di Ciavatta e Rosicchio (1941), che era stato candidato a tale riconoscimento. Le sequenze in live-action iniziali che mostrano le impronte delle star presso il Chinese Theatre e la vita notturna al Trocadero e al Cocoanut Grove derivano dal film del 1937 È nata una stella. Nel 1975 il corto fu incluso integralmente nel film documentario Bugs Bunny Superstar. What's Cookin' Doc è anche il nome di un livello del videogioco Bugs Bunny: Lost in Time, uscito nel 1999.

## Trama
Un Master of Ceremonies presenta la cerimonia dei premi Oscar 1943. Bugs è certo di vincere l'Oscar al miglior attore protagonista, ma il premio viene invece assegnato a James Cagney. Scioccato e arrabbiato, Bugs fa proiettare Little Hiawatha, ovvero una clip di Ciavatta e Rosicchio, allo scopo di convincere il pubblico di meritare l'Oscar. Dopo la clip continua a promuoversi e distribuisce sigari al pubblico. Quest'ultimo lo bombarda di frutta e verdura, lanciandogli però anche un "Oscar di consolazione" dall'aspetto di un coniglio. Bugs è comunque felice di averlo ricevuto, tanto da affermare che se lo porterà a letto. Allora la statuetta prende vita di colpo, gli chiede se dice sul serio e lo bacia sulla bocca.

## Distribuzione

### Edizione italiana
Il corto fu distribuito nei cinema italiani il 19 maggio 1949, in lingua originale. Fu doppiato in italiano dalla Panarecord per la VHS Macedonia di carote. Il secondo doppiaggio fu effettuato negli anni 90' dalla Time Out Cin.ca per la trasmissione televisiva. Non essendo stata registrata una colonna sonora senza dialoghi, nelle scene parlate la musica fu sostituita.

### Edizioni home video
Il corto è incluso, come contenuto speciale, nel disco 3 della raccolta DVD Warner Bros. Home Entertainment: Collezione Oscar d'animazione, in lingua originale senza sottotitoli.